# Động đất Vân Nam 2011
Động đất năm 2011 ở Vân Nam là một trận động đất có cường độ 5,4 độ Richter xảy ra lúc 12h58 giờ Trung Quốc vào ngày 10/3/ 2011với chấn tâm của nó tại huyện Doanh Giang, tỉnh Vân Nam, Trung Quốc, gần biên giới Miến Điện. Có ít nhất 25 người chết và 250 đã bị thương với 134 trong tình trạng nghiêm trọng. Báo cáo của Tân Hoa Xã cho biết có đến bảy dư chấn, cường độ lên đến 4,7 độ Richter, sau trận động đất ban đầu, đã khiến tổng cộng 127.000 người phải sơ tán đến nơi trú ẩn gần đó. Nó nối tiếp hơn 1.000 chấn động nhỏ khác ảnh hưởng đến các khu vực trong hai tháng trước đó.

## Thiệt hại
Chấn tâm có vị trí 2 km so vớitrung tâm của huyện lỵ có dân số hơn 270.000 người và là nơi có nhiều dân tộc thiểu số của Trung Quốc. Hãng thông tấn nhà nước Trung Quốc báo cáo ước tính 1.200 nhà và căn hộ bị sụp đổ và có khoảng 17.500 ngôi nhà đã bị hỏng nặng. Các khu vực xung quanh cũng bị mất điện gây ra bởi trận động đất và nhiều dư chấn. Không rõ thiệt hại tại Myanma dù có hiện tượng viễn thông cúp điện tiếp diễn sau trận động đất.
Đài truyền hình Trung ương Trung Quốc chiếu cánh các tòa nhà bị hư hỏng với các mảnh vỡ xung quanh khi cảnh sát giao thông hướng dẫn giao thông trên một đường phố hỗn loạn. Một người địa phương báo cho BBC về mức độ thiệt hại "Một nửa một tòa nhà siêu thị đã sụp đổ. Ba tòa nhà lớn khác gần đó bị phá hủy", và" các bức tường của hầu hết tòa nhà đã sụp đổ ".
Các rung động nhỏ đã xảy ra ở khu vực này trong hai tháng và gây thiệt hại cho nhiều tòa nhà ở địa phương. Một nhà địa chấn học giải thích rằng sức mạnh của trận động đất này đã mạnh đủ để làm sụp đổ các toà nhà.

## Công tác ứng cứu
Các phương tiện truyền thông Trung Quốc nói rằng 5.000 bộ lều bạt, 10.000 bộ chăn và gần 1.000 binh sĩ đã được gửi đến khu vực để hỗ trợ cứu hộ. Hội chữ thập đỏ Macao cung cấp 200.000 nhân dân tệ vào quỹ cứu trợ cho trận động đất.